# Nowe Gralewo
Nowe Gralewo – wieś sołecka w Polsce położona w województwie mazowieckim, w powiecie płońskim, w gminie Raciąż.
W latach 1975–1998 miejscowość należała administracyjnie do województwa ciechanowskiego.
Wierni Kościoła rzymskokatolickiego należą do parafii św. Małgorzaty w Gralewie.